# Abbaye de Gradefes
L’abbaye de Gradefes (en espagnol : Monasterio de Santa María de Gradefes, aussi appelé Monasterio de Santa María la Real de Gradefes) est un monastère cistercien féminin, qui se trouve à Gradefes, dans la province de León, en Espagne. La vie monastique s'y déroule sans interruption (sauf de 1629 à 1632) depuis sa fondation en 1164. Il compte une église, une salle capitulaire et un cloître de style roman, un jardin et d'autres dépendances monastiques.

## Localisation
L'abbaye se situe dans le noyau urbain du village de Gradefes (province de León, communauté autonome de Castille-et-León, Espagne), sur la rive de l'Esla, à une trentaine de kilomètres de León. Elle se trouve à proximité de l'église de style mozarabe Saint-Michel d'Escalada et des ruines de l'abbaye d'Eslonza (es).

## Histoire

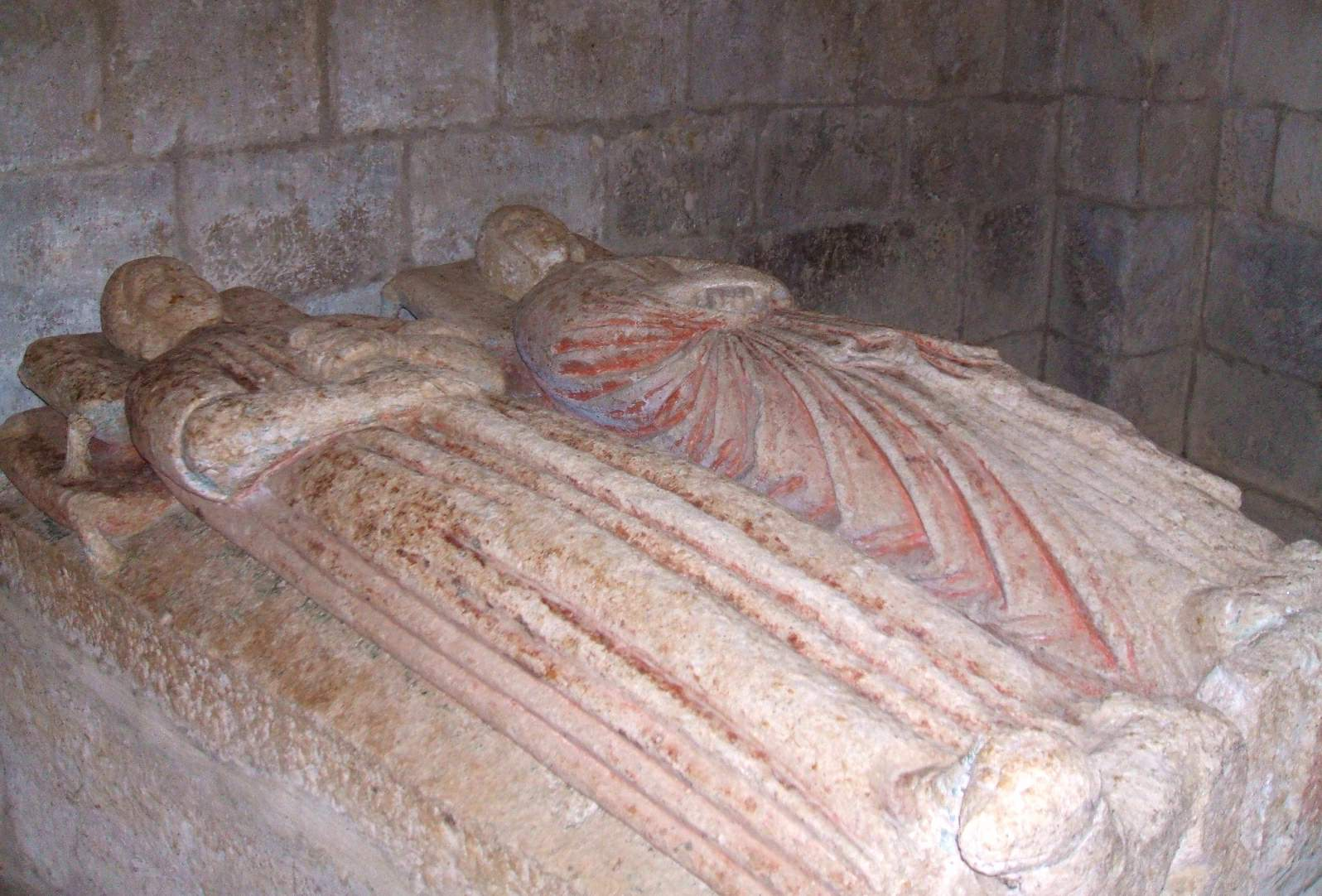
Sépultures sans inscriptions, peut-être celles de Teresa Petri et de son époux.

Le monastère est fondé en 1164 par Teresa Petri, veuve de García Pérez, seigneur de Rueda et Sea, qui avait combattu aux côtés d'Alphonse VII de León. Elle en devient la première abbesse, et le reste jusqu'à sa mort en 1187. Les premières moniales viennent de l'abbaye de Tulebras. Au milieu du XIIIe siècle, un groupe de moniales va fonder un nouveau monastère cistercien à Otero de las Dueñas (es).
En 1629, pour des raisons qui ne sont pas connues avec certitude (peut-être des problèmes économiques ou la ruine de l'édifice), la communauté s'installe à Medina de Rioseco, où elle reste trois ans, revenant à Gradefes le 31 décembre 1632.
En 1959, le sarcophage dans lequel aurait été enterré la fondatrice du monastère est ouvert ; le corps momifié qui est découvert se décompose très rapidement, mais des restes de textiles médiévaux ont pu être conservés.
La communauté est toujours active au début du XXIe siècle.